# 青海李氏

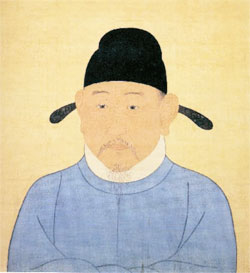
李之蘭

青海李氏（チョンヘイし、せいかいりし、朝鮮語: 청해이씨）は、朝鮮の氏族の一つ。本貫は咸鏡南道北青郡である。女真族の血を引いている。2015年の調査では13,397人。
始祖は李之蘭で、高麗末期から李氏朝鮮初期の女真の武将であった。李成桂の死後、宗廟に功臣として陪祀され、青海李氏の祖となる。

## 集姓村
- 京畿道抱川郡蒼水面楸洞里
- 京畿道高陽郡漢芝面氷庫里
- 京畿道南楊州郡真乾面龍井里
- 京畿道華城郡烏山邑佳水里
- 江原道伊川郡龍浦面月岩里
- 忠清南道保寧郡藍浦面巣松里
- 全羅北道任実郡青雄面玉石里
- 平安南道陽徳郡陽徳面仁坪里[2]

## 参考
- “이씨(李氏) 본관(本貫) 청해(靑海)”. 한국족보출판사.  オリジナルの2022年11月29日時点におけるアーカイブ。
- 金光林 (2014年). “A Comparison of the Korean and Japanese Approaches to Foreign Family Names” (英語) (PDF). Journal of cultural interaction in East Asia (東アジア文化交渉学会):  p. 22.  オリジナルの2016年3月27日時点におけるアーカイブ。